# Verein für Leibesübungen Wolfsburg 1994-1995
Questa voce raccoglie le informazioni riguardanti il Verein für Leibesübungen Wolfsburg nelle competizioni ufficiali della stagione 1994-1995.

## Stagione
Nella stagione 1994-1995 il Wolfsburg, allenato da Eckhard Krautzun e Gerd Roggensack, concluse il campionato di 2. Bundesliga al 4º posto. In Coppa di Germania il Wolfsburg perse la finale con il Borussia M'gladbach.

## Rosa
| N. |                        | Ruolo | Calciatore          |
| -- | ---------------------- | ----- | ------------------- |
| 1  | Germania (bandiera)    | P     | Uwe Zimmermann      |
| 4  | Danimarca (bandiera)   | D     | Jann Jensen         |
| 8  | Germania (bandiera)    | D     | Holger Ballwanz     |
| 11 | Germania (bandiera)    | A     | Stefan Meißner      |
| 15 | Germania (bandiera)    | D     | Peter Kleeschätzky  |
| 18 | Germania (bandiera)    | C     | Detlev Dammeier     |
|    | Germania (bandiera)    | P     | Jörg Hoßbach        |
|    | Germania (bandiera)    | D     | Karl-Heinz Emig     |
|    | Stati Uniti (bandiera) | D     | Mike Lapper         |
|    | Germania (bandiera)    | D     | Frank Lieberam      |
|    | Germania (bandiera)    | D     | Ulf-Volker Probst   |
|    | Germania (bandiera)    | C     | Hans-Jürgen Brunner |
|    | Germania (bandiera)    | C     | Michael Butrej      |

| N. |                        | Ruolo | Calciatore           |
| -- | ---------------------- | ----- | -------------------- |
|    | Germania (bandiera)    | C     | Ralf Ewen            |
|    | Polonia (bandiera)     | C     | Jacek Frąckiewicz    |
|    | Germania (bandiera)    | C     | Stefan Holze         |
|    | Germania (bandiera)    | C     | Uwe Klein            |
|    | Germania (bandiera)    | C     | Thomas Seeliger      |
|    | Germania (bandiera)    | C     | Stephan Täuber       |
|    | Romania (bandiera)     | C     | Silviu Vuia          |
|    | Germania (bandiera)    | C     | Claus-Dieter Wollitz |
|    | Germania (bandiera)    | A     | René Deffke          |
|    | Stati Uniti (bandiera) | A     | Brian McBride        |
|    | Germania (bandiera)    | A     | Frank Plagge         |
|    | Germania (bandiera)    | A     | Siegfried Reich      |

## Organigramma societario
Area tecnica
- Allenatore: Eckhard Krautzun (1ª-18ª, 20ª-24ª giornata), Gerd Roggensack (19ª, 25ª-34ª giornata)
- Allenatore in seconda:
- Preparatore dei portieri:
- Preparatori atletici:

## Calciomercato

### Sessione estiva
| Acquisti | Acquisti             | Acquisti               | Acquisti |
| R.       | Nome                 | da                     | Modalità |
| -------- | -------------------- | ---------------------- | -------- |
| C        | Uwe Klein            | Eintracht Haiger       |          |
| A        | Brian McBride        | Milwaukee Rampage      |          |
| A        | Stefan Meißner       | Eintracht Braunschweig |          |
| D        | Ulf-Volker Probst    | Eintracht Braunschweig |          |
| C        | Silviu Vuia          | Eintracht Braunschweig |          |
| C        | Claus-Dieter Wollitz | Hertha Berlino         |          |

| Cessioni | Cessioni        | Cessioni               | Cessioni |
| R.       | Nome            | a                      | Modalità |
| -------- | --------------- | ---------------------- | -------- |
| C        | Bruno Akrapović | Magonza                |          |
| C        | Thomas Gerstner | Saarbrücken            |          |
| P        | Burkhard Kick   | Eintracht Braunschweig |          |
| D        | Frank Ockert    | Ulma                   |          |
| C        | Bernd Winter    | Meppen                 |          |

### Sessione invernale
| Acquisti | Acquisti        | Acquisti       | Acquisti |
| R.       | Nome            | da             | Modalità |
| -------- | --------------- | -------------- | -------- |
| A        | René Deffke     | Hertha Berlino |          |
| C        | Thomas Seeliger | Monaco 1860    |          |

| Cessioni | Cessioni | Cessioni | Cessioni |
| R.       | Nome     | a        | Modalità |
| -------- | -------- | -------- | -------- |

## Risultati

### 2. Bundesliga

#### Girone di andata
| Amburgo 20 agosto 1994, ore 15:30 CEST 1ª giornata | St. Pauli | 0 – 0 referto | Wolfsburg | Millerntor-Stadion (15 438 spett.)\| Arbitro: \| Habermann \| |
| Arbitro:                                           | Habermann |               |           |                                                               |

| Arbitro: | Brandt-Chollé |

|                         |           |  |
| Meißner 40’ Wollitz 75’ | Marcatori |  |

| Arbitro: | Fleischer |

|            |           |                                                    |
| Wagner 68’ | Marcatori | 47’ (aut.) Tautenhahn 49’ Frąckiewicz 88’ Dammeier |

| Arbitro: | Friedrichs |

|                                                |           |                 |
| McBride 36’ Meißner 50’ Butrej 76’ Wollitz 89’ | Marcatori | 53’ Kapetanović |

| Arbitro: | Hufgard |

|            |           |             |
| Freiler 1’ | Marcatori | 71’ Wollitz |

| Arbitro: | Frey |

|                                     |           |  |
| Lapper 44’ Brunner 67’ Ballwanz 85’ | Marcatori |  |

| Arbitro: | Domurat |

|  |           |              |
|  | Marcatori | 17’ Zallmann |

| Arbitro: | Ziller |

|                   |           |                |
| Epp 53’ Hayer 71’ | Marcatori | 29’, 90’ Reich |

| Wolfsburg 16 ottobre 1994, ore 15:00 CET 9ª giornata | Wolfsburg | 0 – 0 referto | Meppen | VfL-Stadion am Elsterweg (5 903 spett.)\| Arbitro: \| Schmidt \| |
| Arbitro:                                             | Schmidt   |               |        |                                                                  |

| Arbitro: | Wagner |

|                         |           |                                   |
| Heidrich 20’ Rische 29’ | Marcatori | 49’ Reich 66’ Meißner 82’ Wollitz |

| Arbitro: | Ertl |

|                                  |           |          |
| Reich 12’ Klein 42’ Dammeier 70’ | Marcatori | 54’ Mill |

| Arbitro: | Fröhlich |

|              |           |             |
| Mehlhorn 75’ | Marcatori | 11’ Wollitz |

| Arbitro: | Kiefer |

|                       |           |          |
| Meißner 29’ Reich 52’ | Marcatori | 86’ Lust |

| Arbitro: | Dardenne |

|                     |           |                         |
| Wolters 3’ Jozić 4’ | Marcatori | 69’ Lieberam 81’ Butrej |

| Arbitro: | Albrecht |

|                  |           |              |
| Meißner 19’, 23’ | Marcatori | 75’ Gütschow |

| Norimberga 5 dicembre 1994, ore 20:15 CET 16ª giornata | Norimberga | 0 – 0 referto | Wolfsburg | Frankenstadion (12 200 spett.)\| Arbitro: \| Koop \| |
| Arbitro:                                               | Koop       |               |           |                                                      |

| Arbitro: | Werthmann |

|            |           |  |
| Täuber 71’ | Marcatori |  |

#### Girone di ritorno
| Arbitro: | Casper |

|             |           |                     |
| Meißner 39’ | Marcatori | 58’ (aut.) Dammeier |

| Arbitro: | Dehmelt |

|                      |           |  |
| Ziemer 44’ Klopp 73’ | Marcatori |  |

| Arbitro: | Prengel |

|  |           |            |
|  | Marcatori | 50’ Hermel |

| Arbitro: | Gettke |

|          |           |                   |
| Walz 41’ | Marcatori | 63’, 69’ Seeliger |

| Arbitro: | Scheuerer |

|                              |           |           |
| Ballwanz 24’ Frąckiewicz 54’ | Marcatori | 32’ Linke |

| Arbitro: | Müller |

|                                      |           |                 |
| Zernicke 21’ Radschuweit 33’ Hey 36’ | Marcatori | 50’ Frąckiewicz |

| Arbitro: | Dörr |

|                                                                   |           |  |
| Mencel 14’, 43’ Beinlich 17’, 54’ Schneider 51’ Chałaśkiewicz 77’ | Marcatori |  |

| Wolfsburg 8 aprile 1995, ore 15:30 CEST 25ª giornata | Wolfsburg | 0 – 0 referto | Waldhof Mannheim | VfL-Stadion am Elsterweg (7 000 spett.)\| Arbitro: \| Jansen \| |
| Arbitro:                                             | Jansen    |               |                  |                                                                 |

| Arbitro: | Brandt-Chollé |

|                                |           |          |
| Sievers 22’, 49’ Rauffmann 89’ | Marcatori | 8’ Reich |

| Arbitro: | Leimert |

|              |           |              |
| Seeliger 60’ | Marcatori | 40’ Hoffmann |

| Arbitro: | Heynemann |

|            |           |                |
| Dražić 45’ | Marcatori | 4’ Frąckiewicz |

| Arbitro: | Fleischer |

|                                   |           |             |
| Ballwanz 14’ Klein 45’ Jensen 82’ | Marcatori | 37’ Meißner |

| Saarbrücken 12 maggio 1995, ore 19:30 CEST 30ª giornata | Saarbrücken | 0 – 0 referto | Wolfsburg | Ludwigsparkstadion (5 500 spett.)\| Arbitro: \| Friedrichs \| |
| Arbitro:                                                | Friedrichs  |               |           |                                                               |

| Arbitro: | Koop |

|                                 |           |            |
| Reich 7’ Meißner 73’ Butrej 80’ | Marcatori | 55’ Preetz |

| Arbitro: | Stark |

|              |           |           |
| Gütschow 69’ | Marcatori | 89’ Reich |

| Arbitro: | Habermann |

|                                 |           |                      |
| Reich 15’ Klein 32’ Brunner 86’ | Marcatori | 19’ Bustos 43’ Golke |

| Arbitro: | Kiefer |

|               |           |                                |
| Schiemann 80’ | Marcatori | 45’, 86’ Reich 60’ Frąckiewicz |

### Coppa di Germania
| Arbitro: | Aust |

|  |           |                       |
|  | Marcatori | 37’ Reich 58’ Wollitz |

| Arbitro: | Werthmann |

|                                           |                      |                                             |
| Falkenmayer Legat Yeboah Binz Komljenović | Tiri di rigore 3 – 4 | Lieberam Dammeier Probst Jensen Frąckiewicz |

| Arbitro: | Weber |

|                                   |                      |                                       |
| Schmidt 115’                      | Marcatori            | 110’ Reich                            |
| Schmidt Hüttner Ebner Ernst Santl | Tiri di rigore 3 – 4 | Lieberam Meißner Wollitz Butrej Reich |

| Arbitro: | Wagner |

|           |           |                          |
| Hager 60’ | Marcatori | 70’ McBride 81’ Seeliger |

| Arbitro: | Zerr |

|  |           |           |
|  | Marcatori | 20’ Reich |

| Arbitro: | Strigel |

|                                       |           |  |
| Dahlin 13’ Effenberg 61’ Herrlich 86’ | Marcatori |  |

## Statistiche

### Statistiche di squadra
| Competizione      | Punti | In casa | In casa | In casa | In casa | In casa | In casa | In trasferta | In trasferta | In trasferta | In trasferta | In trasferta | In trasferta | Totale | Totale | Totale | Totale | Totale | Totale | DR  |
| Competizione      | Punti | G       | V       | N       | P       | Gf      | Gs      | G            | V            | N            | P            | Gf           | Gs           | G      | V      | N      | P      | Gf     | Gs     | DR  |
| ----------------- | ----- | ------- | ------- | ------- | ------- | ------- | ------- | ------------ | ------------ | ------------ | ------------ | ------------ | ------------ | ------ | ------ | ------ | ------ | ------ | ------ | --- |
| 2. Bundesliga     | 58    | 17      | 11      | 4       | 2       | 30      | 13      | 17           | 4            | 9            | 4            | 21           | 27           | 34     | 15     | 13     | 6      | 51     | 40     | +11 |
| Coppa di Germania | -     | 0       | 0       | 0       | 0       | 0       | 0       | 6            | 3            | 2            | 1            | 6            | 5            | 6      | 3      | 2      | 1      | 6      | 5      | +1  |
| Totale            | 58    | 17      | 11      | 4       | 2       | 30      | 13      | 23           | 7            | 11           | 5            | 27           | 32           | 40     | 18     | 15     | 7      | 57     | 45     | +12 |

### Andamento in campionato
| Giornata  | 1 | 2 | 3 | 4 | 5 | 6 | 7 | 8 | 9 | 10 | 11 | 12 | 13 | 14 | 15 | 16 | 17 | 18 | 19 | 20 | 21 | 22 | 23 | 24 | 25 | 26 | 27 | 28 | 29 | 30 | 31 | 32 | 33 | 34 |
| --------- | - | - | - | - | - | - | - | - | - | -- | -- | -- | -- | -- | -- | -- | -- | -- | -- | -- | -- | -- | -- | -- | -- | -- | -- | -- | -- | -- | -- | -- | -- | -- |
| Luogo     | T | C | T | C | T | C | C | T | C | T  | C  | T  | C  | T  | C  | T  | C  | C  | T  | C  | T  | C  | T  | T  | C  | T  | C  | T  | C  | T  | C  | T  | C  | T  |
| Risultato | N | V | V | V | N | V | P | N | N | V  | V  | N  | V  | N  | V  | N  | V  | N  | P  | P  | V  | V  | P  | P  | N  | P  | N  | N  | V  | N  | V  | N  | V  | V  |
| Posizione | 9 | 5 | 4 | 2 | 2 | 1 | 1 | 2 | 2 | 1  | 1  | 1  | 1  | 1  | 1  | 1  | 1  | 1  | 2  | 2  | 2  | 1  | 3  | 5  | 5  | 5  | 6  | 6  | 5  | 5  | 4  | 5  | 5  | 4  |

Legenda:

Luogo: C = Casa; T = Trasferta. Risultato: V = Vittoria; N = Pareggio; P = Sconfitta.

### Statistiche dei giocatori
| Giocatore       | 2. Bundesliga | 2. Bundesliga | 2. Bundesliga | 2. Bundesliga | Coppa di Germania | Coppa di Germania | Coppa di Germania | Coppa di Germania | Totale   | Totale | Totale      | Totale     |
| Giocatore       | Presenze      | Reti          | Ammonizioni   | Espulsioni    | Presenze          | Reti              | Ammonizioni       | Espulsioni        | Presenze | Reti   | Ammonizioni | Espulsioni |
| --------------- | ------------- | ------------- | ------------- | ------------- | ----------------- | ----------------- | ----------------- | ----------------- | -------- | ------ | ----------- | ---------- |
| H. Ballwanz     | 27            | 3             | 6             | 1             | 5                 | 0                 | 3                 | 0                 | 32       | 3      | 9           | 1          |
| H. Brunner      | 23            | 2             | 5             | 0             | 3                 | 0                 | 0                 | 0                 | 26       | 2      | 5           | 0          |
| M. Butrej       | 20            | 3             | 5             | 0             | 3                 | 0                 | 1                 | 0                 | 23       | 3      | 6           | 0          |
| D. Dammeier     | 25            | 2             | 7             | 0             | 5                 | 0                 | 2                 | 0                 | 30       | 2      | 9           | 0          |
| R. Deffke       | 12            | 0             | 1             | 0             | 2                 | 0                 | 0                 | 0                 | 14       | 0      | 1           | 0          |
| K. Emig         | 15            | 0             | 5             | 0             | 2                 | 0                 | 0                 | 0                 | 17       | 0      | 5           | 0          |
| R. Ewen         | 3             | 0             | 1             | 0             | 1                 | 0                 | 0                 | 0                 | 4        | 0      | 1           | 0          |
| J. Frąckiewicz  | 19            | 5             | 2             | 0             | 3                 | 0                 | 0                 | 0                 | 22       | 5      | 2           | 0          |
| S. Holze        | 6             | 0             | 0             | 0             | 2                 | 0                 | 0                 | 0                 | 8        | 0      | 0           | 0          |
| J. Hoßbach      | 0             | 0             | 0             | 0             | 0                 | 0                 | 0                 | 0                 | 0        | 0      | 0           | 0          |
| J. Jensen       | 32            | 1             | 6             | 0             | 5                 | 0                 | 0                 | 0                 | 37       | 1      | 6           | 0          |
| P. Kleeschätzky | 0             | 0             | 0             | 0             | 0                 | 0                 | 0                 | 0                 | 0        | 0      | 0           | 0          |
| U. Klein        | 12            | 3             | 2             | 1             | 3                 | 0                 | 0                 | 0                 | 15       | 3      | 2           | 1          |
| M. Lapper       | 16            | 1             | 3             | 0             | 2                 | 0                 | 0                 | 0                 | 18       | 1      | 3           | 0          |
| F. Lieberam     | 34            | 1             | 4             | 0             | 6                 | 0                 | 1                 | 0                 | 40       | 1      | 5           | 0          |
| B. McBride      | 12            | 1             | 0             | 0             | 3                 | 1                 | 0                 | 0                 | 15       | 2      | 0           | 0          |
| S. Meißner      | 28            | 8             | 9             | 2             | 4                 | 0                 | 0                 | 0                 | 32       | 8      | 9           | 2          |
| F. Plagge       | 6             | 0             | 2             | 0             | 0                 | 0                 | 0                 | 0                 | 6        | 0      | 2           | 0          |
| U. Probst       | 33            | 0             | 9             | 0             | 6                 | 0                 | 1                 | 0                 | 39       | 0      | 10          | 0          |
| S. Reich        | 25            | 11            | 6             | 0             | 4                 | 3                 | 2                 | 0                 | 29       | 14     | 8           | 0          |
| T. Seeliger     | 12            | 3             | 3             | 0             | 3                 | 1                 | 2                 | 0                 | 15       | 4      | 5           | 0          |
| S. Täuber       | 15            | 1             | 5             | 1             | 4                 | 0                 | 1                 | 0                 | 19       | 1      | 6           | 1          |
| S. Vuia         | 0             | 0             | 0             | 0             | 0                 | 0                 | 0                 | 0                 | 0        | 0      | 0           | 0          |
| C. Wollitz      | 32            | 5             | 9             | 0             | 6                 | 1                 | 3                 | 0                 | 38       | 6      | 12          | 0          |
| U. Zimmermann   | 34            | 0             | 3             | 0             | 6                 | 0                 | 1                 | 0                 | 40       | 0      | 4           | 0          |